# Наполеон Алеков
Наполеон Александров Алеков е виден варненски художник, сред най-големите български маринисти.

## Биография
Роден е като Наполеон Алеко Инглези на 22 април 1912 година в севернодобруджанския български град Тулча, Румъния. Баща му е гръцки търговец от Цариград, а майка му е местна българка от Северна Добруджа.
При избухването на Първата световна война в 1914 година семейството му се преселва в България и се установява във Варна. Още в ранна възраст започва да рисува. Учи при италиански майстори.
Алеков е автор на над 25 самостоятелни изложби и оставя над 10 000 картини, притежание на колекционери в страната и чужбина. Почива през 2002 година.